# 考托瑙·尚多尔
考托瑙·尚多尔（匈牙利語：Katona Sándor，1943年2月21日—），匈牙利男子足球运动员。他曾代表匈牙利国家队参加1964年夏季奥林匹克运动会足球比赛，获得一枚金牌。